# Фуджоу
Фуджоу (на китайски: 福州) е главният град на провинция Фудзиен в Китай. Населението на административния район е 7 115 369 души и има 12 000 кв. км. площ. Основан е през 3 век като столица на малкото кралство Минюе.
Настоящото име (725 г.) идва от името на хълма Фушан, северозападно от него се намират „трите хълма“(san shan): Ю, У и Пин. Градът е културен, транспортен и административен център на провинцията и известна туристическа дестинация. В източните покрайнини е хълмът барабан – Гушан (1000 м нмв№, от който се разкрива красива гледка към града и река Мин. В близост се намира манастира Юнцюен известен с печатницата си за будистка литература. Срещу манастира има две керамични пагоди покрити с червеникав гланц, при ясно време се наблюдават 18 пейзажа на Гушан, надписи и др. Друга забележителност е парка Юшан с връх във формата на костенурка. Климатът на града позволява целогодишна туристическа дейност. Още по време на династията Сун в града са засадени дърветата „банян“ (индийска смокиня), с които града се слави и до днес.